# Hawaii, Oslo
Hawaii, Oslo - Amor para avanzados es una película noruega del año 2004.
Hawaii, Oslo fue dirigida por el noruego Erik Poppe y producida por Finn Gjerdrum. Tuvo un éxito comercial moderado en Noruega y en Europa. Recibió muy buenas críticas por parte de los medios. Fue protagonizada por Aksel Hennie, Trond Espen Seim, Jan Gunnar Røise y Evy Kasseth Røsten.

## Sinopsis
Hawaii, Oslo cuenta varias historias a la vez, que en un punto de la trama se encuentran, al estilo de Amores Perros o 21 gramos. Las historias que cuenta el filme son las de una pareja que se prometen que cuando él cumpla 25 años se reunirán para vivir juntos; un enfermero, que se mantiene despierto por miedo a sus sueños; y la de un hombre que tiene un hijo con una enfermedad que solo puede tratarse en Estados Unidos.